# Książ Wielkopolski
Książ Wielkopolski là một thị trấn thuộc huyện Śremski, tỉnh Wielkopolskie ở trung-tây Ba Lan. Thị trấn có diện tích 2 km². Đến ngày 1 tháng 1 năm 2011, dân số của thị trấn là 2738 người và mật độ 1397 người/km².